# Regimiento de Infantería n.º 23 "Copiapó"

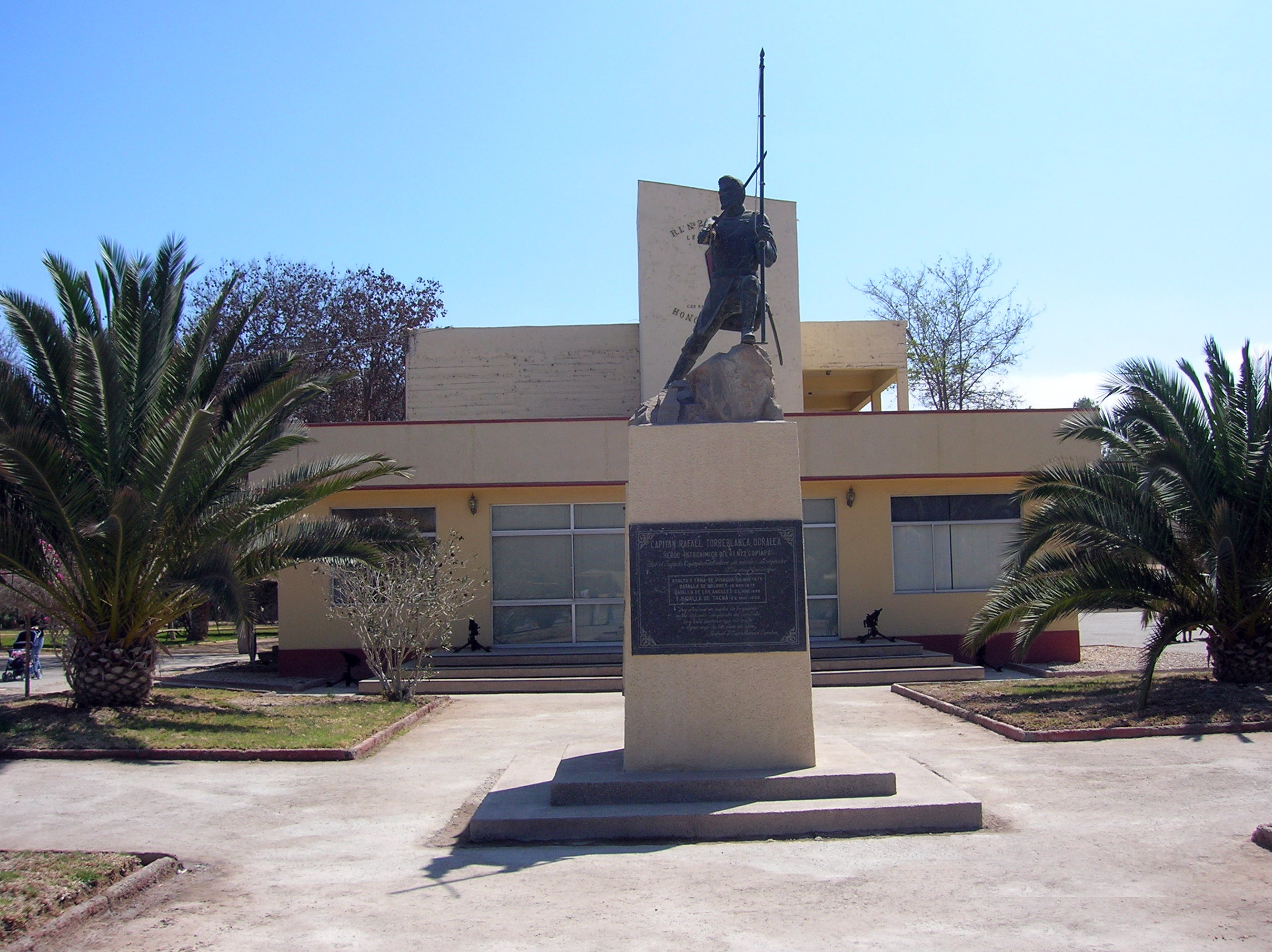
Monumento a Rafael Torreblanca al interior del regimiento.

El Regimiento de Infantería N.º 23 "Copiapó" o 23.er Regimiento de Infantería "Copiapó", fue creado por Decreto Supremo N° 368 del 1 de octubre de 1974 bajo el nombre de Regimiento de Infantería Motorizada N.º 23 "Copiapó". El 21 de julio de 1981 se le dio su actual nombre Regimiento de Infantería N.º 23 "Copiapó".
Perteneciente a la I División de Ejército, esta unidad táctica tiene su guarnición en la ciudad de Copiapó y está conformada por:
- Batallón de Infantería N°1 "Atacama"
- Compañía de morteros
- 1ª Compañía de fusileros
- 2ª Compañía de fusileros
- 3ª Compañía de fusileros
- Compañía de Plana Mayor y logística